# James Hillyar
James Hillyar (29 de octubre de 1769, Portsea, Hampshire; 10 de julio de 1843, Torpoint, Inglaterra); contraalmirante de la Marina Real Británica (Royal Navy). Se distinguió en particular con las guerras navales contra la Francia napoleónica. Triunfador del combate naval de Valparaíso, Chile
Se cree que inició su carrera en la marina mercante, pero realmente se conoce poco de sus primeros años. En 1794 era teniente. En 1800 el almirante Horacio Nelson lo invistió como comandante de tropa embarcada (gente de guerra), destacándose al mando de los soldados del HMS Níger, en una misión contra dos corbetas españolas ancladas en Barcelona (España actuaba en ese momento como aliada de la Francia de Napoleón).
En el HMS Níger también participó el 8 de marzo de 1801 en el desembarco inglés realizado Abukir, Egipto. Entonces, por recomendación de Horacio Nelson fue promovido el 29 de febrero de 1804 a capitán. Al mismo tiempo, el HMS Níger era equipado con armamento adecuado (32 cañones).
En 1810, como un capitán HMS Phoebe, contribuyó a la conquista de la francesa Isla Mauricio (hasta entonces llamada Ile de France) y en la lucha por la influencia sobre el reino de Madagascar. En 1811 luchó en la escuadrilla del comodoro Charles Marsh Schomberg que batió a los barcos franceses del comodoro François Roquebert.
El 28 de marzo de 1814, estallado el conflicto naval anglo-americana conocido como la Guerra de 1812, Hillyar siendo comodoro de la flotilla formada por el HMS Phoebe y el HMS Cherub, participó en el encarnizado Combate Naval de Valparaíso, Chile. En esta acción capturó la fragata estadounidense USS Essex, del capitán David Porter, juntos con sus 46 cañones y 263 sobreviviente.
Entre abril y mayo del mismo año 1814, actuó como mediador entre el virrey del Perú, Abascal, y el gobierno independentista chileno de Francisco de la Lastra, en un intento de detener la guerra que se llevaba a cabo en Chile. El resultado de su mediación fue el Tratado de Lircay, firmado entre el brigadier realista Gabino Gaínza y los patriotas Juan Mackenna y Bernardo O'Higgins.
El 4 de junio de 1815 fue integrado a la Orden del Baño (de Bath). En 1834 se le invistió caballero de la Real Orden de Guelphic. En 1837 fue ascendido a contraalmirante. Fue designado Señor de Bathordens en 1840.